# Keesje Bok

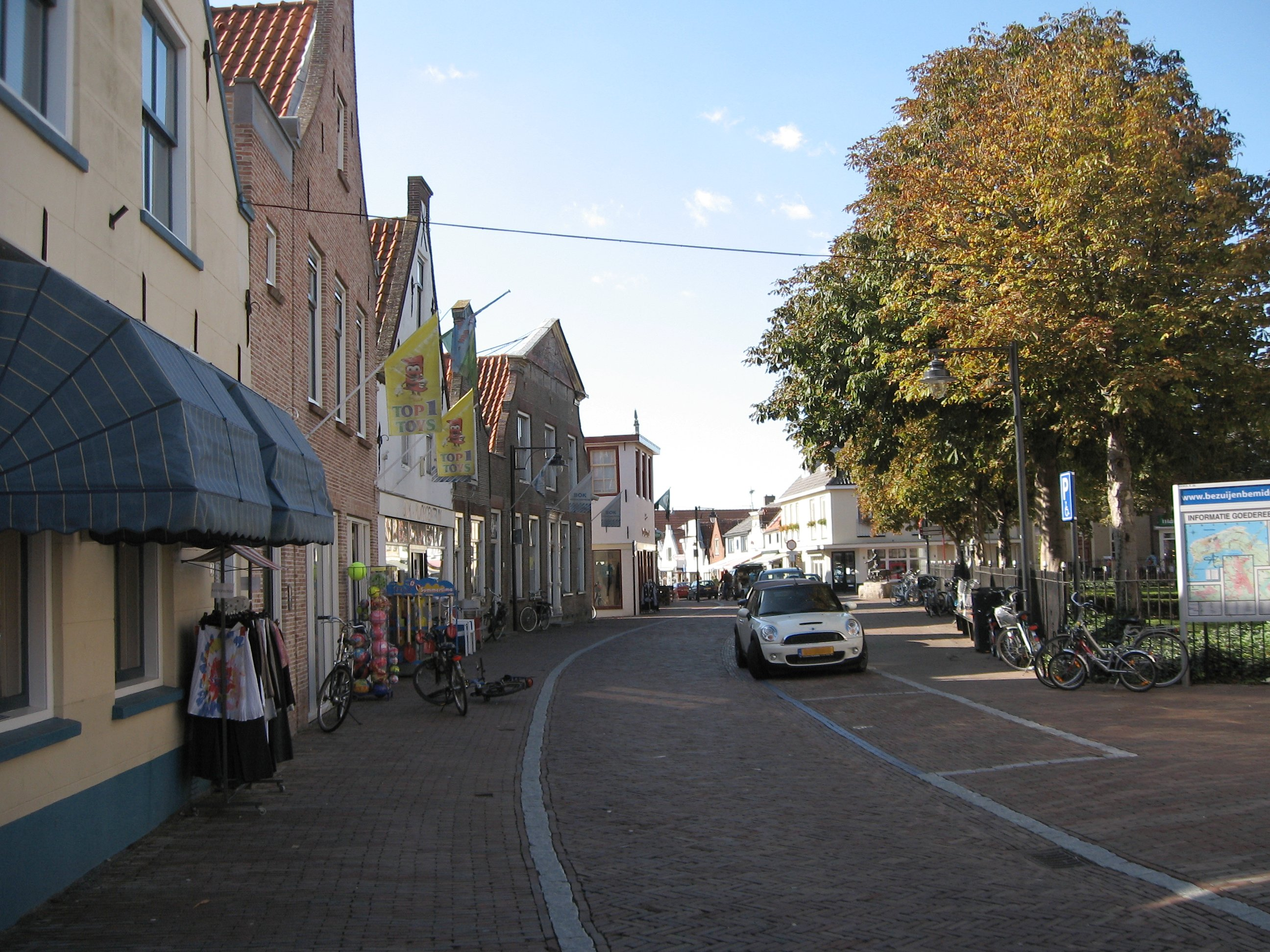
De Weststraat in 2009, met in het midden aan de linkerkant 'Bok Koopcentrum'

Cornelis van der Bok (Ouddorp, 3 maart 1912 - Dirksland, 28 januari 1998), beter bekend als Keesje Bok is een bekend figuur uit het verleden van de plaats Ouddorp.

## Biografie
Van der Bok werd geboren in 1912 in het Blaeuwe Huus, een oude duinboerderij te Ouddorp. Op jonge leeftijd begon hij een winkel in schoenen aan de Weststraat die zou uitgroeien tot een onderneming, die was gevestigd in vier naast elkaar gelegen panden. Het zo ontstane 'Bok Koopcentrum' groeide uit tot een begrip in Ouddorp en omstreken en was voor toeristen een van de bezienswaardigheden van het dorp. De rij met vier oude panden was volgestouwd met allerhande artikelen. In de volksmond kreeg het warenhuis de bijnaam Rommelbok. Als men de winkel met houten vloeren binnenstapte, stond achter in de zaak het servies al te rammelen op de glazen schappen.
Grote bekendheid verwierf Keesje Bok met zijn uitgebreide collectie van skeletdelen van mammoeten, edelherten, wolharige neushoorns en bosolifanten. Honderden kiezen en ribben conserveerde hij in de kelders onder zijn panden. Plaatselijke vissers lichtten de botten met hun sleepnetten van de bodem van de Noordzee. De botten kwamen vooral uit de ondiepere delen van de Noordzee. Dit zag Van der Bok als bewijs voor de zondvloed. Bij deze Bijbelse gebeurtenis zouden de mammoeten naar de hogere plaatsen in het gebied zijn gevlucht. In een gesprek met Prins Bernhard heeft hij deze theorie eens uit de doeken gedaan. Bij die gelegenheid kreeg de prins een bot cadeau. Keesje Bok had veel belangstelling voor de geschiedenis van het eiland Goeree-Overflakkee en een grote collectie oude foto's en andere documenten over Ouddorp verzameld.
Nog vermeldenswaard is dat 'Keesje Bok' in een hoek van zijn winkel, die toen al werd bestierd door zoon Jan, een enorme schelpenverzameling had. In zijn 'Schelpenhoek' verkocht Kees schelpen in alle soorten en maten, zowel inheemse als exotische exemplaren. Veel kinderen kregen echter een mooie schelp cadeau van Kees, met altijd een prachtig verhaal erbij, waardoor een bezoek aan de Rommelbok steevast een feest was.
In 2011 is het door hem opgerichte koopcentrum gesloten en verkocht. De panden, waarvan er zich verscheidene in slechte staat bevonden, zijn gerestaureerd, waarbij de tussenmuren opnieuw aangebracht zijn. Er kwamen afzonderlijke winkels met erboven woonruimte.